# Angewandte Kryptographie
Angewandte Kryptographie (Originaltitel: Applied Cryptography: Protocols, Algorithms and Source Code in C) ist ein Sachbuch des US-amerikanischen Informatikers Bruce Schneier und gilt als Standardwerk der Kryptographie. Es erschien erstmals 1994 im Verlag John Wiley & Sons, 2005 in deutscher Übersetzung im Verlag Pearson Studium. Der Autor gewährt einen umfassenden theoretischen und praktischen Einblick in die Informationssicherheit. 
Das Werk wurde in der wissenschaftlichen Literatur und Lehrpraxis an Technischen Hochschulen rezipiert.

## Themen
Folgende Themen sind Bestandteil des Buches:
- Kryptografische Protokolle, Techniken und Algorithmen
- Beispielimplementationen
- Politische Hintergründe
- Quellcode zu einigen Algorithmen